# Wolfram(VI)-oxidtetrachlorid
Wolfram(VI)-oxidtetrachlorid ist eine anorganische chemische Verbindung des Wolframs aus der Gruppe der Oxidchloride.

## Gewinnung und Darstellung
Wolfram(VI)-oxidtetrachlorid kann durch Reaktion von Wolfram(VI)-oxid, Wolfram(VI)-chlorid oder Natriumwolframat mit Thionylchlorid gewonnen werden.
{\displaystyle \mathrm {WO_{3}+2\ SOCl_{2}\longrightarrow WOCl_{4}+2\ SO_{2}} }
Ebenfalls möglich ist die Darstellung durch Erhitzen von Wolfram(VI)-oxid mit einer Lösung von Chlor in Tetrachlorkohlenstoff bei 200 °C oder durch Reaktion von Wolfram-Pulver mit Sulfurylchlorid bei 300 °C.
Es entsteht auch bei der thermischen Zersetzung von Wolfram(VI)-dioxiddichlorid
{\displaystyle \mathrm {2\ WO_{2}Cl_{2}\longrightarrow WOCl_{4}+WO_{3}} }
sowie beim Kochen von Wolfram(VI)-oxid in Octachlorcyclopenten
{\displaystyle {\ce {WO3 + C5Cl8 -> WOCl4 + Nebenprodukte}}}
und bei der Umsetzung stöchiometrischer Mengen von Wolfram(VI)-oxid mit Wolfram(VI)-chlorid in einer evakuierten Ampulle bei 200 °C:
{\displaystyle {\ce {WO3 + 2 WCl6 -> 3 WOCl4}}}

## Eigenschaften
Wolfram(VI)-oxidtetrachlorid liegt in Form von langen, glänzenden, roten Nadeln vor, die im durchfallenden Licht gelb erscheinen. Es wird durch Wasser sofort, durch die Luftfeuchtigkeit langsamer unter Bildung von Wolframsäure zersetzt. Es besitzt eine tetragonale Kristallstruktur mit der Raumgruppe I4 (Raumgruppen-Nr. 79) und den Gitterparametern a = 848 pm und c = 399 pm. Neben dem roten Wolfram(VI)-oxidtetrachlorid WOCl4 existieren mit dem gelben Wolfram(VI)-dioxiddichlorid WO2Cl2, dem olivgrünen Wolfram(V)-oxidtrichlorid WOCl3 und dem goldbraunen Wolfram(IV)-oxiddichlorid WOCl2 weitere Oxidchloride des Wolframs.

## Verwendung
Wolfram(VI)-oxidtetrachlorid wird in Glühlampen und als Katalysator zur Herstellung von Olefinen verwendet.